# 1962年のラジオ (日本)
1962年のラジオ (日本)では、1962年の日本のラジオ番組、その他ラジオ界の動向について記す。

## 主なその他ラジオ関連の出来事
- 6月30日 - TBSが、AFM方式でのAM1波によるステレオ実験局の免許を取得（コールサイン：JO2KR）。翌月（7月）21日から、毎週土・日曜の放送終了後の30分 - 45分間において、同実験放送を開始[1][2]。
- 7月 - NHKの東京FM実験局が、電波技術協会 ステレオ委員会の主催によるFMステレオ放送の調査の為、AM-FM方式（日本では翌年に決定した、現行のFMステレオ方式）とFM-FM方式（当時、FM東海が実験として行っていたクロスビー方式）によるステレオ放送電波を発射する。同年9月にも再度行い、計2回行った[3]。
- 9月17日 - NHKが広島と福岡でFM放送を開始[4]。
- 11月3日 - ニッポン放送が小田急百貨店新宿店のスタジオから生中継放送を開始。日本初のサテライトスタジオ[5]。
- 12月2日 - NHKが札幌、仙台、名古屋、松山、熊本でFM放送を開始。

## 開局
- 12月15日 - 札幌テレビ放送ラジオ局（現：STVラジオ）
- 12月24日 - ラジオ岐阜（現：岐阜放送）

## 商号変更
- 1月1日 - ラジオ高知→高知放送

## 特別番組

### 1月放送
- 1日 - 立体（ステレオ）放送 「新春ステレオホール」（NHKラジオ第1・第2）[注 1][6]

## 開始番組

### 1962年1月放送開始
NHKラジオ第1放送
- 8日 - 先週の交通事故から
- 22日 - 交通情報

### 1962年2月放送開始
朝日放送
- 4日 - ソノラマジョッキー

### 1962年3月放送開始
ラジオ関東
- 19日 - エアポート・ニュース

### 1962年4月放送開始
NHKラジオ第1放送
- 2日
  - 家庭の皆さん[7]
  - メロディーにのせて[8][7]
  - 夢のハーモニー[7]
- 6日 - ラジオ小劇場[7]

NHKラジオ第2放送
- 2日
  - 古典をたずねて[8]
  - 中学生の勉強室[7]
- 8日
  - ラジオ特殊学級[7]
  - 若いこだま[7]

東京放送
- 2日 - 求人案内

### 1962年5月放送開始
大阪放送
- 14日 - OBCもしもしセンター

### 1962年7月放送開始
文化放送
- 開始日不明 - 全国歌謡ベストテン

ニッポン放送
- 16日 - ゴールデン・キャッチ・フレーズ

大阪放送
- 2日 - はんじ・けんじのニュース法廷

### 1962年10月放送開始
NHKラジオ第1放送
- 1日 - あすは晴れるぞ[9]

NHKラジオ第2放送
- 7日 - 通信教育のしおり[9][10]

### 1962年11月放送開始
大阪放送
- 12日 - 奥様コーナー

### 1962年12月放送開始
STVラジオ
- 15日
  - あなたが選んだ人気歌手ヒット歌謡曲
  - クラシックカレンダー
- 16日 - 日曜訪問
- 17日 - ひな子のカレンダー

### 開始日不明
文化放送
- 全国ポピュラーベストテン

## 終了番組

### 1962年3月放送終了
NHKラジオ第1
- 3日 - ラジオ歌謡
- 31日 - 尋ね人